# Северна Савонија
Северна Савонија (фин. Pohjois-Savo, швед. Norra Savolax) је округ у Финској, у средишњем делу државе. Седиште округа је град Куопио, а значајан је и град Варкаус.

## Положај округа
Округ Северна Савонија се налази у средишњем делу Финске. Њега окружују:
- са севера: Округ Кајину,
- са истока: Округ Северна Карелија,
- са југа: Округ Јужна Савонија,
- са запада: Округ Средишња Финска,
- са северозапада: Округ Северна Остроботнија.

## Природне одлике
Рељеф: Округ припада историјској области Савонији, где чини њену јужну половину. У округу Северна Савонија преовлађују равничарска подручја, надморске висине 80-200 м. Једино се на крајњем североистоку издиже омање горје, до 270 м надморске висине.
Клима у округу Северна Савонија влада оштра Континентална клима.
Воде: Северна Савонија је унутаркопнени округ Финске. Међутим, у оквиру округа постоји низ ледничких језера, од којих су највећа Калавеси и Сувасвеси. Између језера тече низ краћих река.

## Становништво
По подацима 2011. године у округу Северна Савонија живело је близу 250 хиљаде становника. Од 2000. године број становника у округу је остао готово исти.
Густина насељености у округу је свега 15 становника/км², што је близу државном просеку (16 ст./км²). Јужни део округа је знатно боље насељен од северног.
Етнички састав: Финци су до скора били једино становништво округа, али се последњих деценија овде населио и мањи број усељеника, посебно Руса из оближњих области Русије.

## Општине и градови
Округ Северна Савонија има 19 општина, од којих 5 носе звање града (означене задебљаним словима). То су:
| - Варкаус - Весанто - Вијереме - Исалми - Јоројнен - Кави - Кејтеле | - Кијурувеси - Куопио - Лапинлахти - Лепевирта - Пијелавеси | - Рауталампи - Раутавара - Силинјерви - Сонкајерви - Суоненјоки - Терво - Туснијеми |

Градска подручја са више од 10 хиљада становника су:
- Куопио - 80.000 становника,
- Варкаус - 22.000 становника,
- Исалми - 16.000 становника,
- Силинјерви - 11.000 становника,